# Johan Arvid Hedvall
Johan Arvid Hedvall (Skara, 18 de janeiro de 1888 – Gotemburgo, 24 de dezembro de 1974) foi um químico sueco, trabalhando na área da química do estado sólido. Foi professor da Universidade Técnica Chalmers em Gotemburgo.

## Condecorações
Recebeu a Medalha Carl Friedrich Gauß de 1951 e a Medalha Wilhelm Exner de 1956.

## Obras
- Reaktionsfähigkeit fester Stoffe, Leipzig: Barth 1938
- Einführung in die Festkörperchemie, Braunschweig: Vieweg 1952 (com contribuições de Roland Lindner)
- Chemie im Dienst der Archäologie, Bautechnik, Denkmalpflege, Göteborg 1962
- Solid State Chemistry: whence, where and whither, Elsevier 1966